# Radovan Menšík
Radovan Menšík (12. prosince 1986 Brno) je český spisovatel, hudebník a pedagog. Je nositelem Literární ceny Knižního klubu za román Vedlejší pokoje.

## Život a dílo
Vystudoval Pedagogickou fakultu Masarykovy univerzity, působí jako učitel na základní škole v Brně. Kromě psaní se věnuje také hudbě, je zpěvákem v kapele Rejnoci.
V roce 2011 vydal povídkovou sbírku Moucha v kleci a jiné povídky. V roce 2015 vyhrál se svým debutovým románem Vedlejší pokoje 20. ročník Literární ceny Knižního klubu, čímž se tehdy stal nejmladším laureátem tohoto ocenění. Román Od nepaměti k zapomnění vyšel v roce 2019. Dlouhodobě působí jako porotce ve studentské literární soutěži "Cena Maxe Broda" o nejlepší esej, kterou pořádá Společnost Franze Kafky.